# FAQ
FAQ é um acrónimo da expressão inglesa Frequently Asked Questions (literalmente traduzida como «Questões Frequentemente Perguntadas») Em português seria algo como "Perguntas frequentes". Um FAQ, quando usado num contexto pluralista, significa uma compilação de perguntas frequentes acerca de determinado tema; quando usado num contexto singular, será uma dessas perguntas frequentes. Por ser um acrónimo originário de um termo do inglês, FAQ é geralmente substituído em português por perguntas frequentes (PF), perguntas frequentemente feitas ou perguntas feitas frequentemente (PFF), encontrados em sítios web de comércio eletrônico e portais de notícias.
O nome nasceu, provavelmente, na Usenet, numa tentativa de reduzir o número de perguntas semelhantes repetidamente colocadas. O FAQ é geralmente publicado com destaque, para que sua função tenha efeito. Como tal, é considerado indelicado afixar perguntas já respondidas no FAQ, já que demonstra, acima de tudo, que quem coloca a questão não se deu sequer ao trabalho de procurar as respostas ou perscrutar o sítio web.